# El Escoplo
El Escoplo es una localidad del estado mexicano de Guanajuato. Es parte del municipio de Romita.

## Demografía
| Gráfica de evolución demográfica |
|                                  |

| Censo | Población |
| ----- | --------- |
| 1900  | 210       |
| 1910  | 245       |
| 1921  | 298       |
| 1930  | 300       |
| 1940  | 260       |
| 1950  | 310       |
| 1960  | 411       |
| 1970  | 568       |
| 1980  | 593       |
| 1990  | 811       |
| 2000  | 929       |
| 2010  | 1 011     |
| 2020  | 1 191     |